# Konstantin Čaščin
Konstantin Nikolaevič Čaščin (in russo Константин Николаевич Чащин?; 26 aprile 1988) è un ex giocatore di calcio a 5 russo.

## Carriera
Come laterale-pivot, Čaščin ha legato buona parte della sua carriera al Noril'skij Nikel'. Con la Russia Under-21 ha preso parte al campionato europeo di categoria, vinto proprio dai russi.